# 迪米特里·迪奥姆金

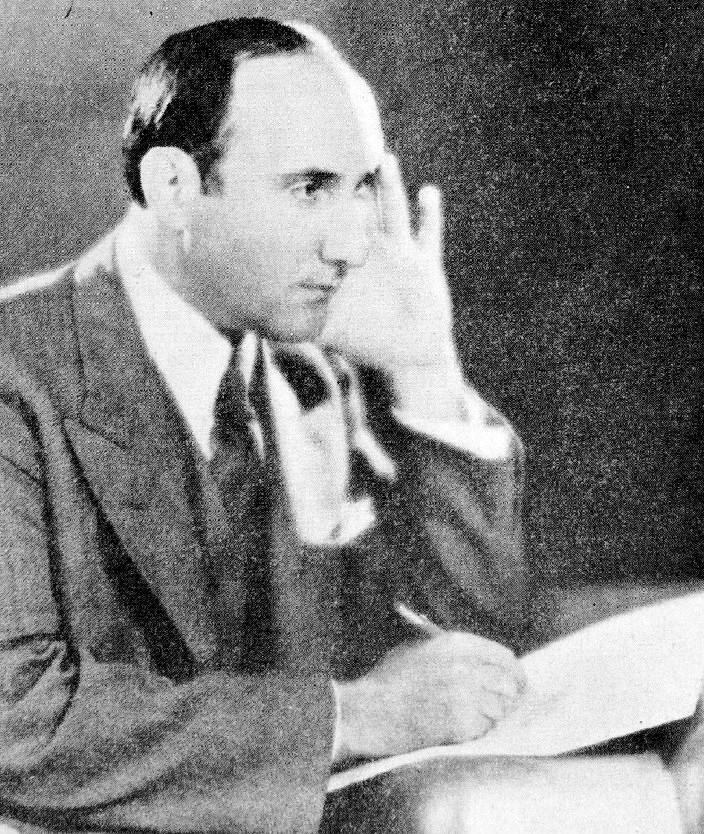
迪米特里·迪奥姆金

迪米特里·季诺维耶维奇·迪奥姆金（Dimitri Zinovievich Tiomkin，1894年5月10日—1979年11月11日），美国电影配乐作曲家，他被誉为20世纪美国电影最重要的作曲家之一。作品有《日正当中》、《边城英烈传》等影片配乐。
迪奥姆金生于乌克兰克列緬丘格的一个犹太家庭，后进入俄国圣彼得堡音乐学院学习钢琴。1924年离开苏联，迁往柏林，他父亲在那里当医生。1925年又迁至美国。1930年搬到好莱坞，1937年成为美国公民。